# Hilary Lunke
Hilary Lunke, född Hilary Homeyer 7 juni 1979 i Edina i Minnesota, är en amerikansk professionell golfspelare.
Som amatör ställde Lunke upp i sju U.S. Women's Amateur Championships och 1997 och 1999 blev hon tvåa i Women's Western Amateur. Hon var medlem i de amerikanska Curtis Cup och World Amateur-lagen. När hon studerade på Stanford University vann hon All-American fyra gånger och universitetsmästerskapen två gånger med deras idrottsförening Stanford Cardinal. 2001, innan hon blev professionell, vann hon South Atlantic Amateur champion.
Hon blev professionell 2001 och medlem på LPGA-touren 2002. Den 7 juli 2003 besegrade hon Kelly Robbins och Angela Stanford i ett 18-håls särspel och vann därmed US Womens Open vilket även var hennes första seger på LPGA-touren. Under tävlingen var hennes make Tylar hennes caddie. Efter den segern har inte Lunke lyckats så bra och hon har missat kvalificeringsgränsen i många tävlingar.